# The Jimi Hendrix Concerts
The Jimi Hendrix Concerts – wydany pośmiertnie album koncertowy Jimiego Hendriksa, zawierający 12 nagrań, zarejestrowanych na żywo podczas 6 różnych występów.

## Lista utworów
Autorem wszystkich utworów, chyba że zaznaczono inaczej jest Jimi Hendrix.
| Strona A | Strona A             | Strona A |
| Nr       | Tytuł utworu         | Długość  |
| -------- | -------------------- | -------- |
| 1.       | „Fire”               | 3:43     |
| 2.       | „I Don’t Live Today” | 6:50     |
| 3.       | „Red House”          | 8:45     |
|          |                      | 19:18    |

| Strona B | Strona B               | Strona B |
| Nr       | Tytuł utworu           | Długość  |
| -------- | ---------------------- | -------- |
| 1.       | „Stone Free”           | 10:39    |
| 2.       | „Are You Experienced?” | 6:46     |
|          |                        | 17:25    |

| Strona C | Strona C                       | Strona C |
| Nr       | Tytuł utworu                   | Długość  |
| -------- | ------------------------------ | -------- |
| 1.       | „Little Wing”                  | 3:54     |
| 2.       | „Voodoo Child (Slight Return)” | 7:10     |
| 3.       | „Bleeding Heart”               | 7:39     |
|          |                                | 18:43    |

| Strona D | Strona D                                                          | Strona D |
| Nr       | Tytuł utworu                                                      | Długość  |
| -------- | ----------------------------------------------------------------- | -------- |
| 1.       | „Hey Joe” (Roberts)                                               | 4:50     |
| 2.       | „Wild Thing” (Taylor)                                             | 3:31     |
| 3.       | „Hear My Train a Comin’”                                          | 8:27     |
| 4.       | „Foxy Lady” (utwór bonusowy zamieszczony na reedycji z 1989 roku) | 4:46     |
|          |                                                                   | 21:34    |

## Twórcy
- Jimi Hendrix – gitara, śpiew
- Mitch Mitchell – perkusja
- Noel Redding – gitara basowa
- Billy Cox – gitara basowa w utworach A3 i D1

## Daty nagrań poszczególnych utworów
- Utwory A1, C1, D2 zarejestrowano w Winterland w San Francisco 12 października 1968 r.
- Utwór A2 zarejestrowano w San Diego Sports Arena w San Diego 24 maja 1969 r.
- Utwór A3 zarejestrowano na New York Pop Festival na Downing Stadium na Randall's Island w Nowym Jorku 17 lipca 1970 r.
- Utwory B1 i C3 zarejestrowano w Royal Albert Hall w Londynie 24 lutego 1969 r.
- Utwory B2, C2, D3 zarejestrowano w Winterland w San Francisco 10 października 1968 r.
- Utwór D1 zarejestrowano w Berkeley Community Theatre w Berkeley 30 maja 1970 r.
- Utwór D4 zarejestrowano w Los Angeles Forum w Los Angeles w 26 kwietnia 1969 r.